# Victor Nsofor Obinna
Victor Nsofor Obinna, nigerijski nogometaš, * 25. marec 1987, Jos, Nigerija.
Obinna je nekdanji nogometni napadalec, nazadnje je igral za Cape Town City. Med letoma 2005 in 2015 je nastopal tudi za nigerijsko reprezentanco.
Obinna dobesedno pomeni očetovo srce.  Evropskemu nogometu se je predstavil v dresu Chieva, za katerega je igral tako v prvi (Serie A) kot v drugi ligi (Serie B). V reprezentanci je debitiral na Afriškem pokalu narodov 2006, na katerem se je na treh tekmah enkrat vpisal med strelce in Nigeriji pomagal do polfinala.

## Klubska kariera

### Enyimba
Obinna je igral za domača kluba Plateau United in Kwara United, ko ga je odkril agent Fife Marcelo Houseman. Na Housemanovo pobudo je Obinna dobil svojo priložnost v Evropi in je bil tako na preizkušnji pri nekaterih italijanskih moštvih: Interju, Perugii in Juventusu. Naposled je pogodbo podpisal z brazilskim moštvom Internacional, a prestop zaradi pravnih zapletov nikoli ni bil dokončan.  Tako mu ni preostalo drugega, kot da se vrne v domovino. To je tudi storil in se pridružil Enyimbi, vendar še danes ni znano, zakaj v dresu Enyimbe nikoli ni zaigral.

### Chievo
Obinna je julija 2005 podpisal petletno pogodbo z italijanskim prvoligašem Chievom.  Mediji so o njegovem prestopu v Chievo sicer poročali, da so funkcionarji Chieva sklenili dogovor s predstavniki Interja. Šlo naj bi za to, da se je Obinna najprej registriral kot član Chieva in tako zapolnil neevropsko kvoto igralcev, kot jo določajo pravilniki italijanskega prvenstva. Pri Interju so očitno imeli preveč neevropskega kadra in niso imeli mesta za Obinno, podobno kot je za Chievo v sezoni 2004/05 že nastopal brazilski reprezentančni vratar Júlio César. 
V svoji prvi sezoni v Veroni je Obinna na 26 tekmah dosegel 6 zadetkov, prvega že kar na svojem debiju 11. septembra 2005 proti Parmi. Zatem so ga italijanski nogometni komisarji suspendirali, ker naj bi leta 2005 podpisal pogodbo tako s Chievom kot z Interjem. Zaradi suspenza je Obinna izpustil prvih nekaj mesecev leta 2006, saj je s suspenzom avtomatično prejel tudi prepoved igranja.  Ko je Chievo ob koncu sezone 2006/07 izpadel v drugo ligo, je bila prihodnost Obinne pod vprašajem.  V klubu so se ga naposled odločili obdržati in si tudi z njegovo pomočjo znova priboriti napredovanje v najvišjo divizijo italijanskega nogometa.
4. oktobra 2007 je bil Obinna udeležen v prometno nesrečo. Na poti s treninga domov je odvil stran od vozila, ki ga je prehitevalo na ovinku. Njegov avtomobil se je nekajkrat prevrnil in je bil popolnoma uničen. Obinna je v nesreči izgubil zavest, tako da so ga odpeljali v bolnišnico. Hujših posledic za njegovo zdravje nesreča le ni imela, saj jo je odnesel z le nekaj modricami. Nesreča se je pripetila kakih 100 metrov stran od kraja, kjer je leta 2002 v prometni nesreči življenje izgubil igralec Chieva Jason Mayélé.

### Internazionale
Potem ko je Obinna s Chievom osvojil drugo ligo in si s tem priboril napredovanje nazaj v prvo ligo, je sledila selitev k milanskemu Interju. V svoje vrste so si ga želeli zvabiti pri angleškem klubu Evertonu, načrtovali so, da bi Inter Obinno že poleti 2008 posodil Evertonu. Zadeva je padla v vodo, saj zanj niso uspeli pridobiti delovnega dovoljenja.  Obinna je svoj prvi zadetek v dresu Interja dosegel 19. oktobra 2008 ob zmagi nad Romo s 4-0.

### Málaga CF
26. avgusta je Obinna kot posojeni igralec za eno sezono okrepil španskega prvoligaša Málago.  V dresu Málage se je med strelce prvič vpisal 4. oktobra 2009, tedaj so Andaluzijci remizirali s  Xerezom 1-1.

## Reprezentančna kariera
Obinna je bil član nigerijske izbrane vrste do 20 let (U-20), ki je leta 2005 osvojila zlato na afriškem mladinskem prvenstvu. V članski reprezentanci Nigerije je debitiral na Afriškem pokalu narodov 2006 in na turnirju na treh tekmah dosegel en zadetek ter moštvu pomagal do preboja v polfinale.
Avgusta 2008 ga je selektor uvrstil med potnike  v Peking na Poletne olimpijske igre 2008. Tudi na olimpijadi je tresel mreže, prvič proti Japonski, ki so jo premagali z 2-1.  Dosegel je tudi zmagoviti gol Nigerijcev za zmago nad ZDA, s katerim se je Nigerija kvalificirala v četrtfinale.  Tam so se srečali s Slonokoščeno obalo in zmagali z 2-0. Obinna je uspešno realiziral enajstmetrovko in nato še podal Petru Odemwingieju za drugi gol. V polfinalu je svojo ekipo povedel do zmage nad Belgijo s 4-1. V finalu so Nigerijci naposled izgubili proti Argentini.
Maja 2010 ga je selektor članske izbrane vrste, Šved Lars Lagerbäck uvrstil med potnike na Svetovno prvenstvo 2010 v JAR.

### Reprezentančni zadetki
| # | Datum            | Prizorišče       | Nasprotnik     | Zadel za | Končni izid  | Tekmovanje                               |
| - | ---------------- | ---------------- | -------------- | -------- | ------------ | ---------------------------------------- |
| 1 | 4. februar 2006  | Port Said, Egipt | Tunizija       | 1–0      | 1–1 (6–5 ks) | Afriški pokal narodov, četrtfinale       |
| 2 | 11. oktober 2008 | Abuja, Nigerija  | Sierra Leone   | 2–1      | 4–1          | Kvalifikacije za Svetovno prvenstvo      |
| 3 | 6. junij 2009    | Abuja, Nigerija  | Kenija         | 2–0      | 3–0          | Kvalifikacije za Svetovno prvenstvo      |
| 4 | 6. junij 2009    | Abuja, Nigerija  | Kenija         | 3–0      | 3–0          | Kvalifikacije za Svetovno prvenstvo      |
| 5 | 11. oktober 2009 | Abuja, Nigerija  | Mozambik       | 1–0      | 1–0          | Kvalifikacije za Svetovno prvenstvo      |
| 6 | 30. januar 2010  | Benguela, Angola | Alžirija       | 1–0      | 1–0          | Afriški pokal narodov, tekma za 3. mesto |
| 7 | 3. marec 2010    | Abuja, Nigerija  | DR Kongo       | 4–1      | 5–2          | prijateljska tekma                       |
| 8 | 6. junij 2010    | Tembisa, JAR     | Severna Koreja | 2–0      | 3–1          | prijateljska tekma                       |

## Dosežki
- Chievo

- Serie B:

- 1. mesto: 2007/08

- Internazionale

- Serie A:

- 1. mesto: 2008/09